# 마지무리 학원
《마지무리 학원》(일본어: マジムリ学園 마지무리가쿠엔[*])은 2018년 7월 26일부터 NTV에서 방송되고 있는 일본의 드라마이다. AKB48 그룹이 출연하는 마지스카 학원 시리즈의 일곱번째 작품이며 주연은 오구리 유이가 맡는다.

## 개요
《카바스카 학원》에 이어지는, 마지스카 학원 시리즈의 드라마이다. AKB48 Team 8의 오구리 유이가 드라마 첫 주연을 맡는다.
제1화 방송 종료부터, 2화 이후는 Hulu에 1주일 선행 공개된다.

## 등장인물

### 아라시가오카 학원

#### 하나 조
- 릴리(リリィー→백합) 역 : 오구리 유이
본명 - 시미즈 사유리(清水小百合)
수수께끼의 전학생이다[3]. 이름 중에서 ‘릴리’와 ‘百合’은 백합을 뜻한다.
- 히나(ヒナ) 역 : 오카베 린
본명 - 아사히 히나(朝陽日奈)
- 바라(バラ→장미) 역 : 무카이치 미온
본명 - 쿠와바라 이쿠미(桑原郁美)
- 스미레(スミレ→제비꽃) 역 : 쿠라노오 나루미
본명 - 야마모토 스미레(山本菫)
- 츠바키(ツバキ→동백꽃) 역 : 타카하시 아야네
본명 - 츠바키 미미(椿木未海)
- 아야메(アヤメ→붓꽃) 역 : 야마우치 미즈키
본명 - 노무라 아야메(野村彩夢)

#### 학생회
- 카이저(カイザー, 독일어: Kaiser→황제) 역 : 혼마 히나타
본명 - 고사키 아란(神崎亜蘭)
간자키 랜드 사장의 딸이며 학원을 지배하는 학생 회장이다[3].
- 비스마르크(ビスマルク, 독일어: Bismarck)[주 1] 역 : 오기노 유카
본명 - 카토 아야노(加藤 綾乃)
학생 부화장[3].
- 무스켈(ムスケル, 독일어: Muskel→근육) 역 : 코야나기 유
서기장.
- 아인스(アインツ, 독일어: eins→(기수) 1)역 : 카토 미나미
본명 - 아오이 히나타(葵日向)
첫 번째 부대장[3]。
- 츠바이(ツヴァイ, 독일어: zwei→2) 역 : 타니구치 메구
본명 - 키쿠치 토모코(菊池知子)
두 번째 부대장[3].
- 드라이(ドライ, 독일어: drei→3) 역 : 오치아이 토모키
세 번째 부대장.
- 라망(ラマン, 프랑스어: L'amant→연인) 역 : 요코야마 유이
본명 - 고시라카와 노리코(後白河法子)
하나 조의 편이 된다. 통칭 ‘エロ先生→에로 선생님’이다.[3]。
- 코타로(コータロー) 역 : 쿠사노 타이세이

#### 신 친위대
- 피에르(フィアー, 독일어: vier→4) 역 : 야마구치 마호
- 퓐프(フュンフ, 독일어: fünf→5) 역 : 모라쿠모 후카
- 젝스(ゼクス, 독일어: sechs→6) 역 : 모리야 코지
- 지벤(ズィーべン, 독일어: sieben→7) 역 : 타노 아야카
- 아흐트(アハト, 독일어: acht→8) 역 : 니시무라 나나코
- 노인(ノイン, 독일어: neun→9) 역 : 타카하시 마우

### 아레치 공업 고등학교
- 만지(卍→절 기호) 역 : 타키노 유미코
본명 : 마츠모토 세이코(松本聖子)
아레치 공업 고등학교의 리더이며 릴리의 최대의 적이 된다[3]。
- 갈라케(ガラケー→갈라파고스 휴대전화) 역 : 죠 에리코
- 하카세(ハカセ) 역 : 아메노미야 마사아키
- 마츠모토 요지(松本洋次) 역 : 엔도 유야
만지의 형이다.

### 도쿄
- 미즈키(ミズキ→층층나무) 역 : 마츠오카 하나
- 카스미(カスミ→안개꽃) 역 : 오바타 유나
- 리라(リラ→라일락) 역 : 야마모토 사야카

### 순다방 ‘아이러뷰’
- 링(リン) 역 : 마자링
대만에서 온 유학생이다.
- 마스터(マスター) 역 : 덴덴

### 사상 최강의 남자들
- 카바(カバ) 역 : 키도 야스히로
- 사신 조(死神ジョー) 역 : 스즈키 타카유키
- 라이잔마루(雷残丸) 역 : 바루토
- 쿄켄 잭(狂犬ジャック→광견 잭) 역 : 히로세 토모키
- 카이리키 기간토 콩(怪力ギガントコング→괴력 기간트 콩) 역 : 사카구치 유키오

## 스태프
- 기획 · 원작 : 아키모토 야스시
- 각본 : 마루오 마루이치로(게키단시카고로시)
- 제작 : 야기 모토
- 기획 프로듀스 : 우에노 히로유키
- 총감독 : 사토 토야
- 프로듀서 : 사토 토야, 산노마루 카즈에, 타나카 사키
- 음악 : 마키도 타로
- 제작사 : 이미지 필드
- 기획 제작 : NTV
- 제작 : 「マジムリ学園」製作委員会→‘마지무리 학원’ 제작 위원회

## 방영 목록
| #     | 방영 날짜       | 웹 공개         | 부제                                                        | 출연 |  |
| 제1화 | 2018년 7월 26일 | 2018년 7월 26일 | 嵐ヶ丘に百合が咲く →폭풍의 언덕(아라시가오카)에 백합이 피다 |      |  |
| 제2화 | 2018년 8월 2일  | 2018년 7월 26일 | 荒地のカバ →황무지(아레치)의 카바                           |      |  |
| 제3화 | 2018년 8월 9일  | 2018년 8월 2일  | 華組参上! →하나 조 등장!                                    |      |  |

### 내용주
1. ↑  비스마르크는 독일의 정치가이다.

### 참조주
1. 1 2  “AKBエース主演の名物ドラマ 小栗有以で復活 「マジすか」シリーズ続編” [AKB 에이스 주연의 명물 드라마, 오구리 유이로 부활 “마지스카 학원” 시리즈의 속편]. 《데일리 스포츠 online》 (일본어) (데일리 스포츠). 2018년 6월 1일. 2018년 6월 2일에 확인함.
2. 1 2  “AKB48グループ新ドラマ「マジムリ学園」放送決定、主演は小栗有以” [AKB48 그룹 새 드라마 “마지무리 학원” 방송 결정, 주연은 오구리 유이]. 《영화 나탈리》 (일본어) (나타샤). 2018년 6월 1일. 2018년 6월 2일에 확인함.
3. 1 2 3 4 5 6 7  “AKB48・小栗有以『マジすか』新シリーズでドラマ初主演「新しい風を吹かせたい」” [AKB48 오구리 유이 “마지스카 학원” 새로운 시리즈로 드라마 첫 주연 ‘새로운 바람을 불게 하고 싶다’]. 《ORICON NEWS》 (일본어) (oricon ME). 2018년 6월 1일. 2018년 6월 2일에 확인함.